# Catalogue de bibliothèque
Pour les articles homonymes, voir catalogue.

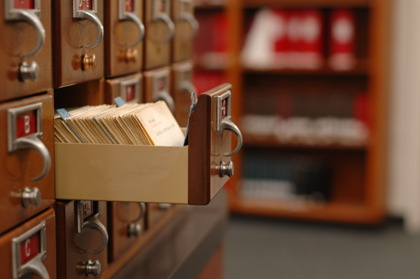
Catalogue sous forme de fiches cartonnées

Un catalogue de bibliothèque est destiné à faciliter la recherche des documents qui sont contenus dans une bibliothèque, ou de plusieurs bibliothèques dans le cas des catalogues collectifs et des catalogues virtuels. Dans sa version informatisée, la plus courante, le catalogue est une base de données signalant en totalité ou partiellement les documents disponibles dans une ou plusieurs bibliothèques.

## Description
Le catalogue est destiné à identifier les documents décrits dans des notices et à faciliter leur recherche ou leur localisation. Le catalogage consiste à analyser le document en tant que support. Le catalogage est réalisé à l'aide de deux opérations intellectuelles nécessaires à la constitution d'un catalogue : la description bibliographique, qui correspond à la description physique et l'indexation qui en est une description intellectuelle. Selon Jane M. Read, le catalogage permet de connaître la nature et le sujet d'un document. Un bon catalogue présente trois qualités: l'exactitude, la clarté et la cohérence. Il est également important d'être au fait des besoins des usagers lors du catalogage afin d'optimiser le contenu du catalogue et ainsi faciliter le repérage des documents.
Traditionnellement, le catalogue, instrument de recherche documentaire, est distinct de l'inventaire, liste des documents possédés par la bibliothèque classés par ordre d'entrée et destinée à attester la propriété de la bibliothèque sur ces documents. Cette distinction a beaucoup perdu de sa pertinence avec l'informatisation des catalogues, la même base de données servant à produire à la fois l'inventaire et les différents accès publics du catalogue.

## Histoire
Le premier catalogueur connu, selon Jane M. Read, serait Callimaque. En 240 avant notre ère, il aurait rédigé une bibliographie représentant la part de littérature grecque détenue par la bibliothèque d'Alexandrie. Il faut tout de même souligner qu’à cette époque, la standardisation n’était pas encore d’usage. La première tentative serait attribuée à Panizzi, qui a présenté des règles au début du catalogue de 1841 du British Museum.
Charles Ammi Cutter est aussi un grand contributeur de la bibliothéconomie et du catalogage. En effet, c'est en 1876 que paraissent ses Rules for a Printed Dictionnary Catalog. Certains des principes énoncés dans cet ouvrage sont encore d'actualité et certaines idées ont été reprises dans la première version des RCAA parue en 1908.
A la fin du 20e siècle, avec le développement des différents supports numériques et l'arrivée du Web des données, une nouvelle approche de signalement fait son approche. Il s'agit d'aller vers une granularité plus fine de l'information bibliographique. Une réflexion mondiale se met en marche pour créer un nouveau modèle de structuration des métadonnées (les modèles conceptuels FRBR et FRAD puis IFLA LRM). On parle dès lors de transition bibliographique, période pendant laquelle les bibliothèques vont entamer un long travail de refonte de leurs pratiques de signalement et de mutation de leurs outils.

## Terminologie

### Types de catalogues
- Un catalogue local décrit les documents d'une seule bibliothèque.
- Un catalogue commun référence les documents de plusieurs bibliothèques relevant d'un même organisme. Comme une bibliothèque centrale et des bibliothèques de quartier.
- Un catalogue collectif décrit les collections de plusieurs bibliothèques indépendantes, par exemple le Sudoc. Un autre exemple de catalogue collectif serait le catalogue des bibliothèques du Québec[6], disponible depuis 2008. Ce catalogue est issu d’une démarche initiée par le Ministère de la Culture et des Communications du Québec, qui, en 2002, a constitué une table de concertation relevant de Bibliothèque et Archives nationales du Québec. Cette démarche avait entre autres pour objectifs d’améliorer le traitement documentaire et de faciliter le prêt entre bibliothèques[7]
- Un catalogue virtuel est un outil permettant d'interroger plusieurs catalogues simultanément (voir plus bas).

### Types de catalogages
- Le catalogage courant consiste à traiter au fur et à mesure les documents entrés récemment dans les collections.
- Le catalogage rétrospectif consiste à alimenter le catalogue avec les notices de documents anciens n'ayant pas encore été catalogués auparavant.
- La rétroconversion consiste à mettre dans un catalogue informatisé les notices existant sous une forme traditionnelle.

## Types d'accès
Un catalogue peut permettre plusieurs accès différents aux documents.

### Auteur
Le catalogue alphabétique auteurs permet une recherche par nom d'auteur. Lorsque le catalogue n'est pas informatisé, il est de coutume de classer à leur titre dans ce catalogue les documents n'ayant pas d'auteur identifiable. Le catalogue est alors appelé alphabétique auteurs et titres d'anonymes.

### Sujet
Le catalogue alphabétique matières permet un accès par le sujet, exprimé sous forme de vedette-matière. C'est le plus difficile à réaliser et le plus susceptible de produire du silence. Il ne concerne que les ouvrages documentaires.
Le catalogue systématique permet un accès par le sujet, exprimé selon les formes du plan de classement utilisé, par exemple la Classification décimale de Dewey. Ce type de catalogue est très rare en France, y compris lorsque le catalogue est informatisé.

### Tous les mots de la notice
L'accès par tous les mots de la notice n'est possible que dans les catalogues informatisés. Très efficace et intuitif, il peut générer du bruit, si la recherche est mal formulée ou si les notices sont riches (présence de résumés).

## Types de supports

### Registres et catalogues imprimés
Les premiers catalogues étaient des registres manuscrits. La deuxième moitié du XIXe et le début du XXe siècle ont été la grande période de publication des catalogues imprimés des grandes bibliothèques. En pratiquant l'échange de ces catalogues, les grandes bibliothèques avaient ainsi accès à leurs collections, mais aussi à celles de leurs homologues. Le principal défaut du catalogue imprimé est qu'il ne peut être mis à jour qu'en publiant des suppléments, qui rendent la recherche de plus en plus fastidieuse au fur et à mesure de leur parution. Ainsi, quand le National Union Catalog (catalogue des livres d'avant 1956) a cessé son édition papier en 1981, il avait accumulé 528 000 pages en 754 volumes, soit 40 mètres linéaires.

### Catalogues sur fiches

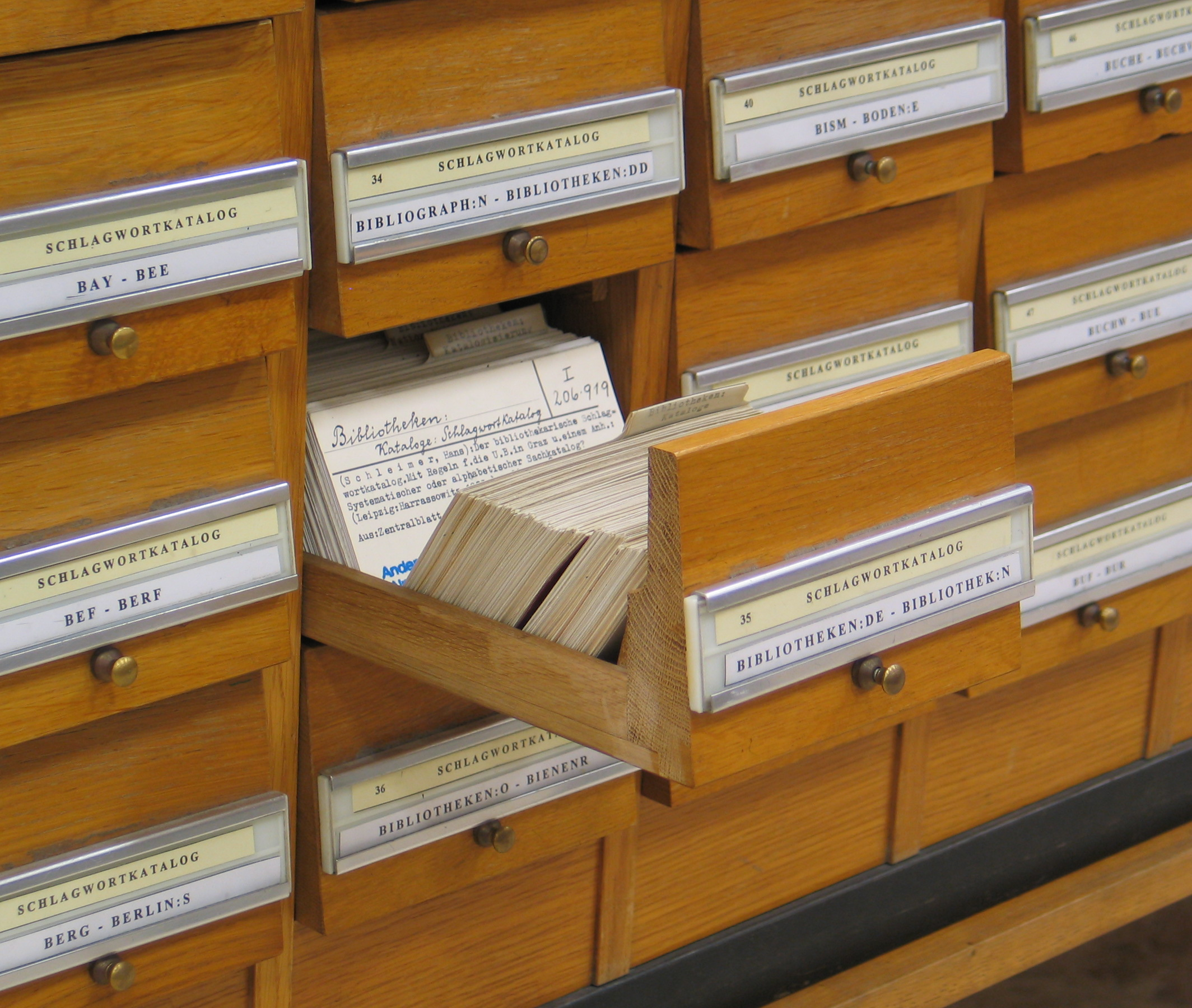
Catalogue thématique de la bibliothèque de l'université de Graz.

Les catalogues sur fiches sont apparus en France, lors de la Révolution, lorsque le catalogue d'une partie des bibliothèques départementales ou districales issues des confiscations des bibliothèques religieuses et de nobles émigrés a été réalisé sur le verso des cartes à jouer dont l'usage était proscrit pour des raisons politiques (présence d'images de rois et de reines). Les cartes comportant un as étaient utilisées des deux côtés si la description le nécessitait.
Au cours du XIXe siècle, les conservateurs bénévoles des bibliothèques publiques, municipalisées en 1804, privilégient les registres et c'est à partir de la fin du siècle que les fiches, mieux adaptées aux grandes collections et à l'accès direct, se sont progressivement imposées.
Généralisées dans la seconde moitié du XXe siècle, elles ont fortement régressé du fait de l'informatisation, mais sont encore en usage dans les bibliothèques non informatisées, en particulier les plus petites. Leur mise à jour, appelée intercalation est relativement facile. En revanche, il faut réaliser une fiche pour chacun des accès, ce qui est coûteux en temps de travail. Il est aussi très coûteux de les dupliquer pour les rendre consultable hors de la bibliothèque qui les produit et donc très rarement réalisé. Les fiches sont rangées dans des tiroirs et, lorsqu'un lecteur en consulte un, il est indisponible pour les autres.
Le format habituel d'une fiche de catalogue est 75 × 125 mm (format à l'italienne), éventuellement percé d'un trou au milieu du bas, pour retenir toutes les fiches d'un tiroir par une tringle. La faible surface disponible oblige à normaliser l'information de façon qu'elle occupe le moins de place possible : c'est la notice au format ISBD, dite pavé ISBD, qui n'est pas toujours facile à lire pour un non-initié.
À la suite de l'informatisation des bibliothèques, certains établissements ont procédé à la numérisation des fiches de catalogue afin d'offrir un accès à travers un outil informatique, on parle alors de CIPAC (Card-Image Public Access Catalogue). L'usage des catalogues sur fiches a progressivement diminué mais a perduré jusqu'au début du XXIe siècle. OCLC a ainsi continué à proposer un tirage sur fiches des données de son catalogue jusqu'en 2015[réf. à confirmer].

### Catalogues informatisés
L'informatisation des catalogues des bibliothèques a commencé dans les années 1960. La structuration des données se fait habituellement selon un format MARC, modèle conçu par Henriette Avram à la Bibliothèque du Congrès. À la différence des catalogues non-informatisés, il n'y a plus qu'une seule base de données, qui permet une recherche selon les différents accès titre, auteur et sujet et qui tient également lieu d'inventaire. Les catalogues informatisés permettent de créer de nouveaux accès, comme la recherche portant sur tous les mots de la notice (recherche plein-texte). Ils permettent également de construire des équations de recherche en utilisant des opérateurs booléens.
L'interface publique du catalogue est généralement appelée Online public access catalog (OPAC). L'usage d'écrans d'ordinateurs rend l'ensemble du catalogue consultable simultanément par tous les utilisateurs de la bibliothèque. Les catalogues sont désormais très souvent accessibles hors les murs de la bibliothèque par Internet. Ainsi, la visibilité des collections s'en trouve accrue. La norme Z39.50 permet d'interroger simultanément plusieurs OPAC, via une interface web. Cette norme facilite l'interrogation des catalogues, entre autres car elle uniformise le langage d'interrogation. Les premiers catalogues dont la consultation a pu se faire en ligne sont apparus dans les années 1970. Ils ont coexisté avec les catalogues papier pendant plusieurs années et constituaient souvent une version plus simple de ceux-ci. La seconde génération d'OPAC a été pensée pour être plus efficace pour repérer les ouvrages dont on ne connaît pas le titre. Malgré tout, cette génération demeurait plutôt complexe à utiliser. Les OPAC plus récents sont plus complets, plus performants et plus faciles à utiliser. Ces catalogues sont souvent jumelés avec d'autres services comme les services de prêt. En effet, il est désormais souvent possible, entre autres grâce à ce type de catalogue, de profiter de fonctionnalités comme la réservation d'un ouvrage ou le renouvellement d'un emprunt, par exemple. L'usage des catalogues en ligne étant de plus en plus répandu, l'usage du terme OPAC devient moins fréquent.
Le catalogage méticuleux d'ouvrages permet aujourd'hui d'améliorer les notices d'autorité, notamment en identifiant les doublons et en les signalant aux bibliothèques concernées, notamment la BnF.

### Catalogues interactifs
Une nouvelle tendance est le catalogue interactif qui permet de passer à la consultation de livres en ligne, de documents rares, fragiles, ou non-empruntables. Grâce aux technologies Web, le catalogue interactif permet à l'internaute de feuilleter directement en ligne le document grâce à une bibliothèque numérique (exemples de bibliothèques numériques : Gallica, Europeana, Harvard University Library digital collections, Bibliothèque patrimoniale Odyssée (amU), etc.).
L'autre intérêt est la convergence avec le multimédia qui permet de dramatiser les univers des livres interactifs. En effet, le feuilletage est complété par du son, des animations interactives ou non, des vidéos sur simple clic.

## Normes et règles de catalogage
Il existe des normes et des règles relatives au catalogage. C’est l’IFLA, en partenariat avec le groupe qui a révisé les Règles de Catalogage Anglo-Américaines (RCAA), qui a développé la norme ISBD. C’est ce qui explique que la norme ISBD soit incluse dans la seconde version des RCAA, soit les RCAA2,. Les RCAA sont notamment utilisées au Québec et en Suisse. En outre, les RCAA2 sont divisées en deux parties, la première étant destinée à la description des documents et la seconde à la sélection des vedettes et accès à la description. Plus récentes, les RDA ont été adoptées dans plusieurs pays :  au Québec en 2013,, en Allemagne et les pays germanophones (Autriche, Suisse alémanique)... La transposition française, RDA-FR est en phase d'arriver à son terme et la BnF devrait commencer à l'utiliser entièrement en 2026 via son nouvel outil de production Noemi.